# Dahiyar
Dahiyar (en népalais : दहियार) est un comité de développement villageois du Népal situé dans le district de Bara. Au recensement de 2011, il comptait 7 161 habitants.